# 神戸市バス魚崎営業所
神戸市バス魚崎営業所（こうべしバスうおざきえいぎょうしょ）は、兵庫県神戸市東灘区にある、神戸市バスの営業所。最寄バス停は魚崎車庫前である。配置車両に表示されている営業者を表す記号は「魚」である。
主として東灘区、灘区を通る路線を担当している。また、運行はすべて阪急バスに委託している。

## 沿革
灘営業所（1983年廃止）が路線の増大により飽和状態となったため分離した営業所である。
1968年3月：魚崎自動車運輸事務所が開設された。
1978年頃：車庫内の地盤沈下が原因により現在地へ移転された。
1987年4月：魚崎営業所へ改称された。
2005年4月：神戸交通振興へ運行の管理委託を開始した。
2022年4月：阪急バスへ運行の管理委託が変更された。

## 現行路線
魚崎営業所は、東灘区を走る市バス路線のうち37系統以外の全てを担当するほか灘区もエリアとしている。また、管轄内では16系統、36系統において石屋川営業所との共同管轄になっている。
神戸交通振興への委託開始後は経営改善の一環として、神戸市バスの直営営業所である石屋川営業所が担当していた路線を管轄変更により移管される路線も多かった。例として、2012年4月1日のダイヤ改正で32、100、102、103系統が魚崎営業所の単独管轄、26系統が石屋川営業所との共同管轄へ変更された。
しかし、2016年頃より神戸交通振興の労働環境の問題等により運転手不足が発生し、再び石屋川営業所への管轄変更が行われている。例として、2015年4月1日のダイヤ改正で26、32系統が石屋川営業所の単独管轄に変更、2016年6月には36系統が共同管轄に変更、2017年4月1日のダイヤ改正で16系統も共同管轄に変更、同時に100系統も中央営業所との共同管轄に変更された。
また、2018年8月頃より東灘区の19、30、31、33、34、35、38、39、43、45系統においても回送距離の遠い石屋川営業所への一部ダイヤの移管が行われた。2020年4月1日のダイヤ改正では、37系統が石屋川営業所に移管された代わりに19、30、33、34、35、38、39系統が魚崎営業所単独管轄へと戻った（31、43系統を除く、45系統は廃止）。
2022年4月1日の阪急バスへの委託先変更後は、31、43系統が魚崎営業所の単独管轄へ変更された一方、小型バス（ポンチョ）の集約を目的に102、103系統が石屋川営業所へ移管された。芦屋市に近いバス停留所も一部あるため、芦屋市民の一部も利用している。

### 16系統
運行区間
- 16：阪神御影 - JR六甲道 - 阪急六甲 - 神大国際文化学研究科前 - 六甲ケーブル下
- 16：JR六甲道 - 阪急六甲 - 神大国際文化学研究科前 - 六甲ケーブル下
- 臨：阪急六甲 - 神大国際文化学研究科前 - 六甲ケーブル下
- 直行：JR六甲道 - 神大国際文化学研究科(東門)
- 直行：阪急六甲 - 神大国際文化学研究科(東門)

概要
阪神電鉄御影駅からJR六甲道駅を経て、灘区北部の六甲ケーブル下駅へ至る路線である。阪急六甲より南では全ての区間で36系統が並行する。神戸大学（六甲台地区）の殆どの学部へのアクセスは36系統を利用するが、国際文化学研究科へは16系統を利用するよう案内されている（工学部・人間発達環境学研究科は16系統・36系統双方でのアクセスが可能）。かつての方向幕装備車では、六甲ケーブル下行きのみ行き先表示が緑色の地に白文字の色になっていた。
途中の御影大手筋～灘区役所前（桜口）間では国道2号を走行する。国道2号には阪神バスの西宮神戸線が走っており、停留所を共用しているが、一部停留所名が阪神と神戸市で異なっている（一例として神戸市立御影公会堂の最寄りのバス停が神戸市バスなら御影公会堂前なのに対し、阪神バスなら上石屋（うえいしや）になっている）。
当路線の源流は、当時の神戸市電気局が1933年（昭和8年）11月に六甲山乗合自動車から買収して運行を開始した、『阪神新在家 - 桜口 - 六甲登山口 - 六甲ケーブル下 - 六甲ロープ・ウェイ下』の路線まで遡る事が出来る 。終戦前後の運休期間を経て1948年（昭和23年）5月に運行を再開した後、1955年（昭和30年）2月に始発停留所が阪神御影に変更・延長となって現在に至る。
前述した、1933年の神戸市バスとしての開業からの約87年（2020年7月現在）にわたる運行期間の中で、担当営業所は幾度となく変わってきた。長らく魚崎営業所単独担当の時期が続いたが、2017年4月の改正より石屋川営業所が担当に復帰し、2025年4月現在では魚崎営業所と石屋川営業所との共同管轄となっている。
ダイヤ及び停留所
平日は大学・住宅団地輸送を兼ねることから本数が多く、JR六甲道以北ではほぼ毎時6本以上が確保されているが、阪神御影 - 六甲ケーブル下を走り通す本数はやや少なく、平日は全体の4割程度、早朝・夜間を除けば半分程度がJR六甲道 - 六甲ケーブル下の区間運転である。JR六甲道 - 阪神御影間はすべて魚崎営業所の担当である。
土曜・休日はJR六甲道始発・終着便の本数は平日の半分以下となる。朝及び夕方～夜間は土曜ダイヤの方が本数がやや多いが、昼間時間帯は土曜ダイヤと休日ダイヤでほぼ同じ本数となっている。
2024年4月の改正で日中のJR六甲道発着便と阪神御影発着の本数が同等(15分毎に1本ずつ)になり、2025年4月の改正で阪神御影駅発着が平日24分毎、土休日20分毎にまで削減された（JR六甲道以北の本数は変わらない）。
平日朝の六甲ケーブル下行きを中心に臨時便の運行がある。臨時便の前面方向幕の系統番号は「臨16」である。
平日朝にJR六甲道・阪急六甲 - 神大国際文化学研究科(東門)の直行便が運行される。(石屋川営業所の担当)

### 19系統
運行区間

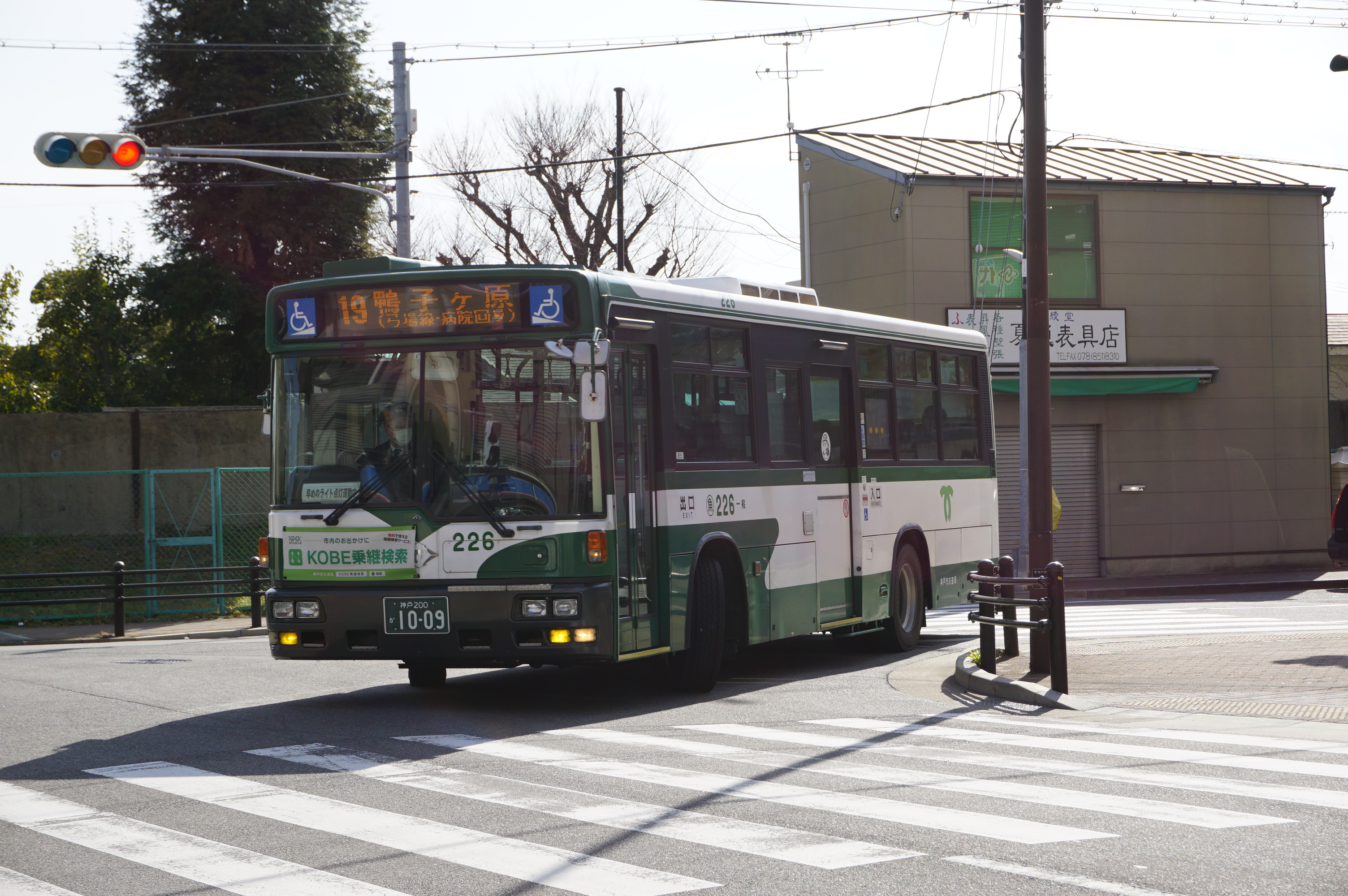
19系統（阪急御影にて）

- 19：阪神御影→阪急御影→甲南医療センター前→鴨子ヶ原2丁目→神大附属前→阪急御影→阪神御影（通称「病院先行」）
- 19：阪神御影→阪急御影→神大附属前→鴨子ヶ原2丁目→甲南医療センター前→阪急御影→阪神御影（通称「学校先行」）
- 19：阪急御影→神大附属前→鴨子ヶ原2丁目→甲南医療センター前→阪急御影
- 臨：阪神御影 - 阪急御影 - 深田池（路面凍結時）

概要
19系統は、39系統と共に阪神御影と鴨子ヶ原を結ぶ路線である。39系統はJR住吉を経由するが、19系統は市道弓場線を経由して阪急御影まで向かう。
臨時便を除いて阪神御影発着であったが、2025年4月1日改正より阪急御影北口発着便が設定された。
ダイヤおよび停留所
昼間時は病院先行が1時間あたり3本、平日朝は学校先行と病院先行合わせて1時間に6〜7本が運転される。学校先行は平日の朝以外は運行されない(但し、平成30年7月豪雨による路線の崖崩れの場合等、天災時はこの限りではない)。

### 30系統
運行区間
- 30：JR甲南山手 - 阪神深江 - 東灘高校前 - 深江浜町
- 30：JR本山駅前→阪神深江→東灘高校前→深江浜町
- 30：JR甲南山手→阪神深江→東灘高校前
- 30：阪神深江 - 東灘高校前

概要
30系統は、JR甲南山手と深江浜町を結ぶ路線である。終点の深江浜町付近は「第四工区」と呼ばれる工場群であるが通勤利用者は少なく、東灘高校への通学客が多い。阪神・淡路大震災前は夏期に新神戸大プールへのアクセスとしても利用されていた。ただし臨時増発便は阪神深江-新神戸大プール間ノンストップだった他、神戸市道商船大学線を経由して阪神深江駅の西側に臨時増発便用の仮設バス停を設置する年もあった。阪神・淡路大震災後は深江浜地区に仮設住宅があった頃は昼間にも運行されていたが、2019年ダイヤ変更で昼間の便が大幅に削減された。JR本山駅前発着便はかつては魚崎車庫前発着だったが、JR本山駅前-甲南市場前-魚崎車庫前が廃止され、JR本山発の一方通行(逆方向はICカード利用に限り甲南山手での乗継割引適用でJR本山まで1乗車運賃)となり、現在に至る。
2025年4月1日改正で、阪神深江 - 東灘高校前間の区間便が新たに設定された。
2022年4月の営業係数は133であったが、2025年4月では96の黒字になっている。
ダイヤおよび停留所(定期便の本数は2022年4月現在)
- 本山駅前→深江浜町：朝4本
- 甲南山手→深江浜町：朝2本
- 甲南山手→深江浜町西：平日朝1本、平日昼間1本
- 甲南山手→東灘高校前：夕方4本
- 深江浜町→甲南山手：朝4本、夕方4本、平日夕方1本
- 深江浜町西→甲南山手：平日昼間1本
- 本山駅前-阪神深江-(途中無停車)-新神戸大プール[6]：夏季臨時増発便(阪神・淡路大震災後は設定なし)

いずれも日曜日・祝日は運休となる(臨時増発便を除く)。土曜運休便は時間帯の前に「平日」表記。

### 31系統
運行区間
- 31：JR甲南山手 - JR本山駅前 - 岡本7丁目 - 白鶴美術館前 - 渦森台
- 31：JR甲南山手 - JR本山駅前 - 西岡本4丁目 - 白鶴美術館前 - 渦森台
- 31：渦森台→白鶴美術館前→岡本9丁目→岡本水道路(おかもとすいどうみち)

概要
阪神・淡路大震災前は岡本2丁目 - 白鶴美術館前間を甲南市場前と東灘区役所前を経由する便も存在し、これら2つの停留所は31系統専用乗り場が置かれ、渦森台行はどちらも阪神バスの停留所(前者は甲南本通、後者は甲南町5丁目)と同位置にあった。東灘区役所は住吉川を挟んで東側(他の系統は全て西側)に31系統専用の停留所がコープこうべ生活文化センターの前に置かれていた。極一部の走路が、同じ「31系統」を称するみなと観光バス (神戸市)#住吉台くるくるバス（31系統）と重複する。
2025年4月1日改正で、日中便の毎時2本のうち1本が西岡本経由（西岡本4丁目経由）となり、岡本経由（岡本7丁目経由）交互発着となった。また、平日に1往復運行の西岡本7丁目 - JR本山駅の便は運行を取りやめとなった(西岡本7丁目バス停は廃止)。
沿革
阪神御影と白鶴美術館を結んでいた旧31系統が38系統設定の後に廃され、後に番号が転用新設された系統。故に古い書籍の記述とは矛盾がある可能性がある。
ダイヤおよび停留所
- JR甲南山手→渦森台：平均して1時間に3本
- 渦森台→JR甲南山手：同上
- 渦森台→岡本水道路：夜間に2本（平日・土曜日…渦森台22:25・22:58発、日曜・祝日…渦森台21:50・22:26発）

### 34系統
運行区間
- 34： 魚崎車庫前→魚崎大橋→魚崎浜町西→ 魚崎浜町南→魚崎浜町東→魚崎浜町北→魚崎車庫前→甲南市場前→JR本山駅前→JR甲南山手
- 34： JR甲南山手→JR本山駅前→甲南市場前→ 魚崎車庫前→魚崎大橋→魚崎浜町西→魚崎浜町南→魚崎浜町東→魚崎浜町北
- 34： 魚崎車庫前 - 甲南市場前 - JR本山駅前 - JR甲南山手
- 34 :  魚崎車庫前 -魚崎南町2丁目 - 甲南市場前 - JR本山駅前 - JR甲南山手

概要
34系統は、魚崎車庫前からJR甲南山手を結ぶ路線である。朝と夕方以降は魚崎車庫前から工業団地の魚崎浜町を循環する。
沿革
路線再編前はJR甲南山手-阪神御影南口間の運行で、岡本2から東灘区役所前までの経路が行先によって異なり、阪神御影南口行が魚崎車庫前を経由し、JR甲南山手行が西岡本4丁目を経由していた。西岡本4丁目から東灘区役所前までは西岡本1丁目、田中町4丁目を経由していたが、これらの停留所は路線再編時に廃止された。
後述の35系統は、路線再編前は34系統とは逆に阪神御影南口行が西岡本4丁目を、JR甲南山手行が魚崎車庫前を経由してお互いの逆方向を補完し合う関係だった。また、方向幕が使用されていた時期には、魚崎車庫前・阪神御影南口行きは青色の地に白文字の34、岡本・JR甲南山手行きは緑色の地に白抜きの34（通常は白地に行き先が黒・系統番号が橙文字の34）の表示で運行していた。布幕の時代は、系統番号が橙文字の34が使用されていた。
- 34系統(再編前)：JR甲南山手→魚崎車庫前→阪神御影南口→西岡本4→JR甲南山手
- 35系統(再編前)：JR甲南山手→西岡本4→阪神御影南口→魚崎車庫前→JR甲南山手

ダイヤおよび停留所
魚崎車庫前 - JR甲南山手間は1時間当たり平均3本で、昼間に限ると日曜・祝日ダイヤの方が本数が多めである。魚崎浜町を循環するのは朝のJR甲南山手発（平日・土曜日…6:43〜9:44発、計13本。日曜・祝日…6:46〜9:44発、計12本）と夕方以降のJR甲南山手行き（平日・土曜日…魚崎車庫前16:43〜21:06発、計11本。日曜・祝日…16:31〜20:49発、計12本）のみである。

### 35系統
運行区間
- 35： 魚崎車庫前→魚崎大橋→魚崎浜町西→ 魚崎浜町南→魚崎浜町東→魚崎浜町北→魚崎車庫前→魚崎小学校前→JR住吉駅前→東灘警察署前→阪神御影南口→阪神住吉→JR住吉駅前→魚崎小学校前→魚崎車庫前（夕方-最終まで）
- 35： 魚崎車庫前→魚崎小学校前→東灘区役所前→JR住吉駅前→阪神御影南口→阪神住吉→JR住吉駅前→東灘区役所前→魚崎小学校前→魚崎車庫前→魚崎大橋→魚崎浜町西→魚崎浜町南→魚崎浜町東→魚崎浜町北（朝のみ）
- 35：魚崎車庫前 - 甲南町4 - JR住吉駅前（日中便）

概要
35系統は、魚崎車庫前から阪神御影を結ぶ路線である。朝と夕方以降は魚崎車庫前から工業団地の魚崎浜町を循環する。阪神御影駅ではロータリーに入らず、すぐ南の阪神御影南口に停車する。
沿革
路線再編前はJR甲南山手-阪神御影南口間の運行で、前述の34系統とは補完関係にあった。また、方向幕が使用されていた時期には、岡本・阪神御影南口行きは緑色の地に白抜きの35、魚崎車庫前・JR甲南山手行きは青色の地に白文字の35（通常は白地に行き先が黒・系統番号が橙文字の35）の表示で運行していた。布幕の時代は、系統番号が緑文字の35が使用されていた。
2025年4月1日改正で、日中の運行形態が大幅に変更。JR住吉駅前 - 阪神御影南口間の運行が朝夕のみとなり、日中はJR住吉駅前で系統が変更されて
魚崎車庫前→35→JR住吉駅前→37B→阪急御影・JR住吉駅前→37A→深江南町2・JR住吉駅前→35→魚崎車庫前
と、新設された37A・37B系統と連続運転となる。
なお各系統は通し料金でまたいで乗車可能である。
37A・37B系統との連続運転となるため、車両の都合上日中の35系統は石屋川営業所が担当する。
ダイヤおよび停留所
魚崎車庫前 - 阪神御影南口は1時間当たり2〜3本で、平日・土曜の朝は4本になる時間帯がある。魚崎浜町を循環するのは朝の阪神御影南口発（平日・土曜日…6:39〜9:35発、計11本。日曜・祝日…6:54〜9:41発、計11本）と夕方以降の魚崎車庫前発（平日・土曜日…16:40〜21:04発、計12本。日曜・祝日…16:39〜20:43発、計11本）のみである。

### 36系統
詳細は「神戸市バス石屋川営業所#36系統」を参照

### 38系統
運行区間
- 38：阪神御影 - JR住吉駅前 - 白鶴美術館前 - 渦森橋 - 渦森台

概要
阪神電鉄御影駅からJR住吉駅 を経て、東灘区北部の住宅地へ至る路線である。
全線を走り通す系統のみが存在する。以前は渦森台発東灘区役所前止まりの便が存在した。
山手を走る路線のため、冬には積雪や路面凍結により道路規制が行われることがある。その際は白鶴美術館前を境に系統を分割して運転する。

### 39系統
運行区間
- 39：阪神御影→阪神御影南口→阪神住吉→JR住吉駅前→阪急御影→甲南医療センター前→鴨子ヶ原2丁目→神大附属前→阪急御影→城ノ前→JR住吉駅前→阪神住吉→阪神御影
- 39：阪神御影→阪神御影南口→阪神住吉→JR住吉駅前→阪急御影→神大附属前→鴨子ヶ原2丁目→甲南医療センター前→阪急御影→城ノ前→JR住吉駅前→阪神住吉→阪神御影（通称「学校先行」）

概要
19系統と共に、阪神御影と鴨子ヶ原を結ぶ路線である。
19系統では阪神御影駅を出発した後、中御影経由で阪急御影へ向かうのに対し、39系統では阪神御影駅を出発した後、まず同駅南側の阪神御影南口停留所へと向かい、その後阪神住吉、さらにはJR住吉駅前を経由して阪急御影へと向かう。また、19系統では阪神御影方面行き・鴨子ヶ原方面行きの双方向ともに市道弓場線上の城ノ前停留所を経由するが、39系統では阪神御影方面行きの一方向のみが城ノ前停留所を経由する設定となっている（鴨子ヶ原方面行きは城ノ前を経由しない）。
ダイヤおよび停留所
全線通しが基本だが、朝に神大附属前どまりのバスが平日のみ存在するほか、平日朝はJR住吉駅前から途中深田池のみ停車し神大附属前まで向かう直行便が運行されている。
2018年9月のダイヤ改正以降、阪神御影を8時15分以降に発車する便は、住吉東町・東灘区役所前を経由するようになっていたが、2025年4月1日改正で、全便がJR住吉駅から住吉宮町へ向かう経路に変更となり、「東灘区役所前」「甲南町４」「魚崎北町７」「住吉東町」の各バス停を経由をしなくなった。
また、39系統も19系統と同様に右回り一方循環（甲南病院前から鴨子ヶ原へ向かう）を基本ルートとするが、朝ラッシュ時にはこれとは逆の左回り循環（神大附属前から鴨子ヶ原へ向かう）ルートを走行する便が設定されている。この左回りルートは、19系統のそれと同様「学校先行」の通称で呼ばれ、神戸市バスのサイトでもこの通称が用いて案内がなされている。ただし、39系統の「学校先行」便は、19系統でも「学校先行」便が多く設定されていることもあって、阪神御影を8時12分に出発する便1便のみの設定となっている（平日のみ、土日は19系統と同様に「学校先行」便の設定はない）が、その代わりJR住吉駅前から神大附属前まで途中深田池にのみ停車する直行便が運行されている。

### 100系統
運行区間
- 100：JR六甲道 - 灘区役所前（桜口） - 水道筋 - 阪急王子公園 - JR灘 - 阪神岩屋 - 日赤病院前 - HAT神戸 - 阪神岩屋 - JR灘 - 阪急王子公園 - 水道筋 - 灘区役所前（桜口） - JR六甲道

概要
100系統は灘区役所のあるJR六甲道・桜口から水道筋と阪急・JR・阪神の駅を経て神戸赤十字病院、HAT神戸へ至る路線である。
沿革
- HAT神戸が街びらきしたときに臨時系統として開設された。当初は六甲口から阪急王子公園までは92系統と同じルートを走っていたが、後に灘区役所が桜口へ移転するのに伴い桜口を経由する路線となり、HAT神戸では県立美術館や神戸赤十字病院などの開設にあわせバス停が新設された。その後、灘北通や阪神岩屋といったHAT神戸外にもバス停が新設されている。
- 開設から長らく石屋川営業所の担当路線だったが、2012年4月1日のダイヤ改正にあわせて魚崎営業所の担当に変更となった。その後、2017年4月1日には中央営業所も担当に加わっていたが後に担当を外れた。2023年7月より、石屋川営業所の担当が復活していたが、2023年10月より再度魚崎営業所単独の担当になっている。
- 方向幕装着車は臨時系統の時代から、青文字で系統表示がされ、HappyActiveTownも斜字＋一部色付きで表示されていた。
- 2022年4月1日より、運行終了となった90系統のルートを補完のため、JR六甲道 - 桜口の経路が、石屋川車庫前・徳井会館前経由に変更となったが、2025年4月1日より元の経路に戻された。

ダイヤおよび停留所
40〜70分おきに運行(日中は60分おき)されており、基本的に大型ノンステップバスが使用される。初発が7時前半で、終発は17時半頃となっており時間帯的には通勤利用よりも病院利用者、買い物利用者向けとなっている。

## 撤退・廃止路線

### 33系統
運行区間

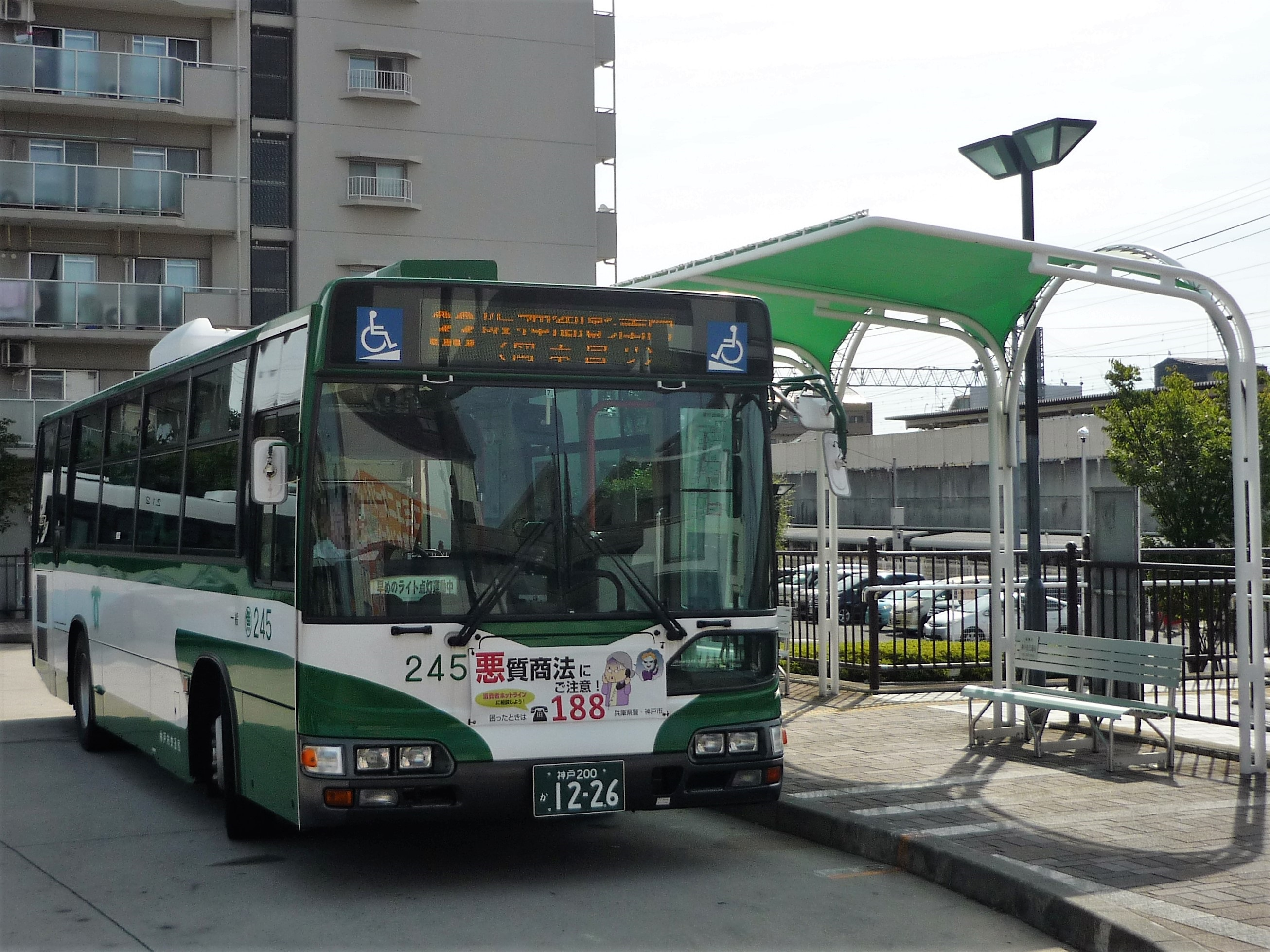
33系統（JR甲南山手にて）

- 33：JR甲南山手 - JR本山駅前 - 岡本9丁目 - 東灘区役所前 - JR住吉駅前 - 阪神御影南口 - JR住吉駅前 - 東灘区役所前 - 岡本9丁目 - JR本山駅前 - JR甲南山手（循環）

概要
33系統は、JR甲南山手と阪神御影南口を結ぶ路線である。両端が鉄道駅となっている。利用は岡本の住宅街から阪神御影（阪神御影南口）およびJR摂津本山・阪急岡本（JR本山駅前）までの間に集中しており、乗り通し客は少ない。
東灘区役所前から東灘警察署前までの区間は国道2号を走行する。
沿革
- 魚崎管内路線再編時に運行開始。方向幕装着車は緑色の地に白抜きの33が使われていた。
- 2025年4月1日改正で運行取りやめ(西岡本3.4丁目停留所は31系統の西岡本4経由で補填、西岡本2丁目停留所は使用する路線が無くなるため廃止となる)

ダイヤおよび停留所
全線で1時間当たり1本設定。

### 43系統
運行区間
- 43：サンシャインワーフ→神大深江キャンパス前→本山中町→JR本山駅前→田中→神大深江キャンパス前→サンシャインワーフ

概要
43系統は、サンシャインワーフ神戸とJR摂津本山駅を循環する路線であった。
沿革
2015年4月1日：開設
2024年3月31日：この日の終発を以って運行休止
ダイヤおよび停留所
全線通しが基本であるが、平日ダイヤの朝には神大深江キャンパス前始発で、JR本山駅前を経て神大深江キャンパス前に戻る便が1本とJR本山駅前始発の神大深江キャンパス前行きが2本設定されていた。
使用車両
大型車の運行が中心であったが、中型車で運行される場合もあった他、2021年4月からは小型車での運行を開始したが、2024年3月末の休止直前の時点では小型車での運行は行われていなかった。

### 45系統
運行区間
- 45：魚崎車庫前→魚崎南町２→魚崎南町５→魚崎西町２→御影本町3→御影本町７→御影本町８→阪神御影南口
- 45：阪神御影南口→御影本町８→御影本町７→御影本町５→魚崎西町２→魚崎南町５→魚崎南町２→魚崎車庫前

概要
45系統は、国道43号線以南の阪神御影南部地域より阪神御影駅や ＪＲ住吉駅に向かう既存バス路線の延伸が要望があり、魚崎営業所からの回送バスを利用することで阪神御影南地域と阪神御影駅を結ぶ路線として新設された路線であった。

沿革
2015年4月1日：開設。当初は御影本町3発阪神御影南口行きと阪神御影南口発御影本町５行きであった。
2016年4月1日：回送バスの利用をやめ、魚崎車庫前まで路線延伸。
2020年3月31日：路線廃止。

2016年度・2017年度の営業係数が神戸市バス全路線の中でワースト１を記録した為、利用促進イベントの実施やちらしを配ったが改善が見られず廃止となった。

なお、45系統はかつては西神営業所で使われており、西神南駅と友清を結ぶ路線であった。
ダイヤおよび停留所
平日・土休日ダイヤ共に8往復16便運行。
回送バスを使用することから大型車中型車両方が使用されていた。

## 車両
かつて魚崎営業所所属車両は三菱自動車（現・三菱ふそうトラック・バス）製で統一されており、車両番号は三菱自動車製に割り当てられる001-299を使用していた（その後の他メーカー車両の導入後も同様）が、2021年4月現在は400番台・800番台・900番台も在籍しており、日野自動車製、いすゞ自動車製、三菱ふそうトラック・バス製、UDトラックス（旧 日産ディーゼル）製の4メーカーがそろっている。